# Buigny-lès-Gamaches
Buigny-lès-Gamaches je francouzská obec v departementu Somme v regionu Hauts-de-France. V roce 2012 zde žilo 396 obyvatel.

## Sousední obce
Aigneville, Embreville, Gamaches, Maisnières, Tilloy-Floriville

## Vývoj počtu obyvatel
Počet obyvatel